# Marcipa orientalis
Marcipa orientalis là một loài bướm đêm trong họ Erebidae.